# La Filature
Pour l’article homonyme, voir La Filature (film).
La Filature, Scène nationale, est une salle de spectacle de Mulhouse, réalisée en 1993 par Claude Vasconi sur le site d'une ancienne fabrique de coton et un des lieux d'accueil habituels des représentations de l'Opéra national du Rhin, de l'orchestre national de Mulhouse ainsi que du Ballet de l'Opéra national du Rhin.

## Description
Sous sa coque de verre et d’acier, le bâtiment regroupe : 
- La Filature, Scène nationale et sa galerie d’exposition
- L'Orchestre symphonique de Mulhouse[2]

- La Médiathèque de Mulhouse spécialisée dans les arts de la scène
- Et accueille une partie des représentations représentations de l'Opéra national du Rhin ainsi que le Ballet de l'Opéra national du Rhin.

### La Filature, scène nationale
Chaque saison, La Filature propose des spectacles de théâtre, danse, musique, cirque et pour le jeune public. La programmation, ouverte sur la création contemporaine, mêle artistes de renommée internationale et compagnies émergentes, textes contemporains et regards neufs sur le répertoire.
Nombreux sont les artistes éminents de la création contemporaine qui y furent montrés. Parmi eux citons Pina Bausch, Heiner Müller, Christoph Marthaler, William Forsythe, Sasha Waltz, Heiner Goebbels, Romeo Castellucci ou Thomas Ostermeier.
Une programmation rendue accessible au public le plus large possible par de multiples actions culturelles ouvertes à tous : rencontres, débat, comité de lecture, ateliers… ou tournées vers les établissements scolaires.
Parallèlement à son activité dédiée au spectacle vivant, la Scène nationale, s’engage depuis son origine en faveur de la création dans le domaine des arts visuels : la photographie essentiellement, mais aussi l’installation, la vidéo et le multimédia. Sa galerie accueille des expositions temporaires, en entrée libre, mettant en avant des productions d’artistes emblématiques (Stéphane Duroy, Jacob Holdt, Patrick Messina, Walter Niedermayer, Malick Sidibé, Denis Darzacq, Bernard Plossu, Martin Parr…) et de jeunes talents.

### La Médiathèque
La Médiathèque de la Filature propose des DVD, CD, CD-ROM, partitions, estampes, livres, pièces de théâtre et revues spécialisées.
Une salle de travail peut accueillir 50 personnes.